# Lotononis woodii
Lotononis woodii är en ärtväxtart som beskrevs av Harry Bolus. Lotononis woodii ingår i släktet Lotononis och familjen ärtväxter. Inga underarter finns listade i Catalogue of Life.